# Премијер Јапана
Премијер Јапана (јап. 日本国内閣総理大臣) је шеф владе Јапана, председавајући кабинета Јапана и врховни командант оружаних снага Јапана. Такође именује и разрешава остале министре државе. На позицију га поставља цар Јапана. До данас 64 особе су вршиле дужност премијера Јапана. Тренутни премијер је Шигеру Ишиба.